# Manuel Coelho de Sousa

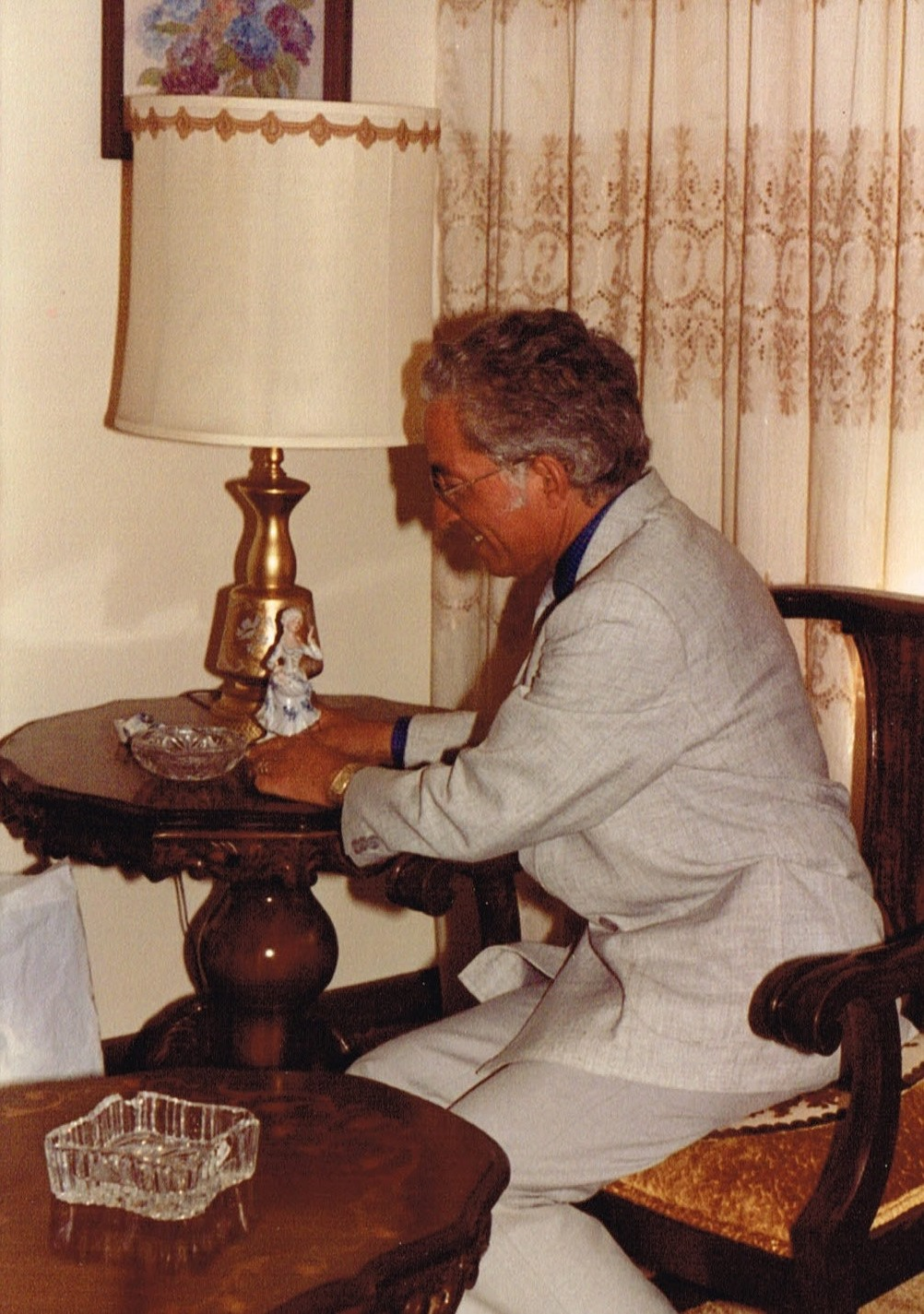
Padre Manuel Coelho de Sousa.

Manuel Coelho de Sousa (Vila de São Sebastião, 30 de Setembro de 1924 — Angra do Heroísmo, 2 de Setembro de 1995) foi um sacerdote católico, figura cimeira da Igreja Católica e cultura açoriana do século XX, que se distinguiu como jornalista, poeta, professor, orador sacro, dramaturgo e animador cultural.

## Biografia
Manuel Coelho de Sousa nasceu a 30 de Setembro de 1924 na antiga vila de São Sebastião, na costa leste da ilha Terceira, no seio de uma família de lavradores.
Ingressou em Outubro de 1937 no Seminário Episcopal de Angra, na cidade de Angra do Heroísmo, no qual se revelou aluno brilhante e dotado para as artes. Foi ordenado sacerdote a 20 de Junho 1948, em cerimónia realizada na cidade de Ponta Delgada.
Iniciou a sua vasta colaboração na imprensa escrita como colaborador em suplementos culturais, passando depois a jornalista. Exerceu as funções de chefe de redacção do jornal A União entre 1956 e 1962.
No ano lectivo de 1962/1963 frequentou o curso de Filologia Hispânica na Universidade de Salamanca. Regressado aos Açores em finais de 1963, foi nomeado pároco da Vila de São Sebastião, cargo que exerceu até falecer.
Foi professor de Português no ensino secundário, tendo leccionado no Seminário Padre Damião, na Praia da Vitória, no Seminário Episcopal de Angra e, depois, no Liceu Nacional de Angra do Heroísmo, hoje Escola Secundária Jerónimo Emiliano de Andrade.
Mantendo intensa colaboração na imprensa escrita e no Rádio Clube de Angra, onde pertenceu à direcção, em 1976 foi nomeado director–adjunto do diário A União, cargo que manteve até ser nomeado director, função que exerceu até 30 de Setembro de 1994. As suas crónicas radiofónicas ganharam grande popularidade, bem como as suas notas diárias em A União.
Coelho Sousa deixou uma vasta obra dispersa pela imprensa açoriana e múltiplos inéditos. Publicou algumas monografias, com destaque para a poesia, mas o grosso da sua obra, particularmente as peças de teatro que escreveu, ensaiou e encenou, ficou inédito. Ficaram célebres as suas peças de teatro representadas por grupos locais, com destaque para o auto Ao mar, levado à cena nas celebrações do 5.º centenário do Infante D. Henrique no Teatro Angrense, Angústia, um drama em dois actos, e Promessa e Intriga Azul e Branca, teatro crítico.
Como orador sacro destacou-se pela sua fluência e força espiritual, o que o levou até junto das comunidades açorianas emigradas nos Estados Unidos e Canadá.
Em 2005, dez anos após o seu falecimento, foi homenageado com um busto erecto na adro da Igreja Matriz de São Sebastião e o seu nome foi incluído na toponímia daquela vila. Desde 2005 é cidadão honorário de Angra do Heroísmo e foi agraciado em 2014, a título póstumo, com a Medalha de Honra do Município de Angra do Heroísmo, por deliberação unânime da câmara e assembleia.

## Obras publicadas
- Poemas de Aquém e Além (1955 e 2005 2.ª edição)
- Cadernos do Pensamento (1979)
- Três de Espadas (1979)
- Na Rota da Emigração Amiga (1983)
- Migalhas (1987)
- Boa Nova (1994)
- Testamento Poético (2013, obra póstuma, colectânea de inéditos editada por Dionísio Mendes de Sousa)[4]